# Координатор інтимності
Координатор інтимності (англ. intimacy coordinator, intimacy director) — фахівець у театральному, телевізійному та кіновиробництві, що забезпечує добробут акторів і допомагає втілити творчий задум режисера у сценах з інтимністю, імітацією сексу чи оголеністю.
Використанням хореографії та структурованого процесу на засадах згоди для створення сцен з підвищеним, через втручання в інтимний простір акторів, ризиком для них, робота подібна до координації трюків і постановки сценічного бою. Її виконують переважно жінки.

## Функції
За даними Intimacy Directors International, некомерційної організації, заснованої в 2016 Алісією Родіс, яка виступає за цю функцію, координатор інтимності має забезпечити, щоб:
- всі співробітники та актори усвідомлювали контекст інтимності як частини історії,
- між учасниками відбувалося спілкування про інтимність і були доступні способи повідомити про переслідування,
- отримувалася згода від акторів перед кожною інтимною сценою,
- всі інтимні сцени виконувалися згідно з попередньо узгодженою хореографією,
- акторам пропонувалося позначати кінець кожної інтимної сцени хвилиною, щоб сигналізувати про повернення до реальної взаємодії.

## Історія
Роль «хореографа інтимності» (intimacy choreographer), що спеціалізується на техніках інсценізації інтимних сцен у театрі, була започаткована Тонією Сіною. Попит на професію зріс в світовій індустрії розваг після того, як 2017 року справа про сексуальні зловживання Вайнштайна та рухи MeToo й Time's Up висвітлили часто рутинний характер сексуальних домагань та неправомірних дій у цій галузі. Такі акторки, як Емілі Мід, почали вимагати професійних гарантій для свого добробуту на знімальному майданчику, відзначаючи, що з огляду на структуру влади у виробництві, актори (особливо молоді та недосвідчені) інакше можуть не почуватися здатними висловитися, якщо режисери, співробітники або інші актори нехтували їхньою згодою чи попередніми домовленостями щодо інтимних сцен. 2017 року лондонське агентство талантів Carey Dodd Associates проводило кампанію за галузевий стандарт у роботі зі сценами близькості, використовуючи керівні принципи, розроблені британською режисеркою сценічного руху та інтимності Ітою О'Браєн.
У жовтні 2018 року телевізійна мережа HBO прийняла політику використання координаторів інтимності для всіх своїх серіалів та фільмів з інтимними сценами. Координаторів інтимності та воркшопи з інтимності, що вчать кращим практикам для інтимних сцен, також почали використовувати в театрах Лондона з 2018 року.
У січні 2019 року вийшов серіал «Сексуальна освіта», перше виробництво компанії Netflix за участі координаторки інтимності, Іти О'Браєн. У серпні 2020 року з метою розробки базових галузевих угод та стандартів роботи було створено підрозділ координаторів інтимності британської Спілки телерадіомовлення, розваг, комунікацій і театру (BECTU). У квітні 2021 року Гільдія кіноакторів — Американська федерація артистів телебачення та радіо (SAG-AFTRA) створила програму акредитації, на основі якої в червні 2022 року опублікувала реєстр кваліфікованих координаторів інтимності. У жовтні 2021 року BBC зробили координаторів інтимності обов'язковим для своїх телевізійних програм з інтимними сценами в рамках оновленої політики щодо цькування і переслідувань на знімальному майданчику.
У лютому 2023 року в Берліні відбулася перша з Міжнародних конференцій з координації інтимності (ICIC), організованих Професійною асоціацією з координації інтимності й хореографії боїв (BIK). У листопаді цього року залучення координаторів інтимності до театрального й телевізійного виробництва увійшло до розділу про запобігання сексуальним домаганням контракту між SAG-AFTRA й Альянсом продюсерів кіно і телебачення (AMPTP).

## Настанови
Спираючись на наявні рекомендації, власні розробки й консультації з провідними діячами та організаціями індустрії, професійні спілки країн: Велика Британія (2019), США (2020), Канада (2020), Нова Зеландія (2020), Фінляндія (2020), Австралія (2020), Південна Африка (2021), Швеція (2023) тощо, оприлюднили настанови, які описують діяльність координаторів інтимності та найкращі практики роботи зі сценами оголеності, інтимності та імітації сексу і сексуального насильства. Вони охоплюють етапи виробництва від пре- до пост-продакшну. Настанови зазнали змін після початку пандемії COVID-19 2020 року.